# Еріон смарагдовий
Еріон смарагдовий (Eriocnemis aline) — вид серпокрильцеподібних птахів родини колібрієвих (Trochilidae). Мешкає в Андах.

## Опис
Довжина птаха становить 7,6-9 см, вага 4-4,5 г. У самців верхня частина тіла темно-зелена, блискуча. Лоб, нижня частина тіла і покривні пера хвоста синьо-зелені, блискучі. В центрі грудей велика біла пляма, поцяткована зеленими плямками. Хвіст блискучо-зелений, короткий, дещо роздвоєний, нижня сторона хвоста більш райдужна. Лапи покриті довгим білим пуховим пір'ям. Дзьоб прямий, чорнуватий, довжиною 15 мм. У самиць синьо-зелений відблик на лобі відсутній, крила і хвіст коротші, ніж у самців. Представники підвиду E. a. dybowskii є більшими за представників номінативного підвиду, однак у самців цього підвиду синьо-зелена пляма на голові менша, а біла пляма на грудях менш чітка.

## Підвиди
Виділяють два підвиди:
- E. a. aline (Bourcier, 1843) — Центральний і Східний хребти Колумбійських Анд (на південь від Бояки) і східні схили Еквадорських Анд;
- E. a. dybowskii Taczanowski, 1882 — східні схили Перуанських Анд (на південь до Паско).

## Поширення і екологія
Смарагдові еріони мешкають в Колумбії, Еквадорі і Перу. Вони живуть у вологих гірських і хмарних тропічних лісах та на невеликих лісових галявинах, однак уникають узлісь і більш відкритих місцевостей. Зустрічаються на висоті від 2300 до 2800 м над рівнем моря. Ведуть осілий спосіб життя. Живляться нектаром квітучих чагарників, а також комахами. Шукають їжу на висоті від 1 до 3 м над рівнемм моря.